# Han Yangling
Han Yangling (kinesiska: 汉阳陵, Hàn Yánglíng) är ett gravkomplex 20 km norr om Xi'an i Kina från Handynastin (206 f.Kr.-220). Här är kejsare Han Jingdi tillsammans med kejsarinnan Wang begravda. Han Yangling är den bäst bevarade av Handynastins alla kejsargravar. Utgrävningarna kring mausoleet visas sedan 2006 i ett spektakulärt underjordiskt museum.

## Historia
Handynastin är den andra av Kinas kejsardynastier, och en av de mest framgångsrika. Handynastin föregicks av Qindynastin (221 f.Kr.-206 f.Kr.) som grundades av Kinas första kejsare Qin Shi Huangdi. Qin Shi Huangdis mausoleum är ett av världshistoriens största och mest påkostade gravkomplex som bland mycket annat även innehåller den kända Terrakottaarmén. Sannolikt påverkade Qin Shi Huangdis mausoleum många av Handynastins kejsare att även de bygga stora och påkostade gravkomplex. Enligt Handynastins begravningssystem så skulle varje kejsare påbörja byggnationen av sin grav ett år efter att han tillträtt ämbetet, och under resten av sin livstid använda en tredjedel av statens skatteintäkter till uppförandet av sin grav.
Kejsare Yingdi regerade den kinesiska Handynastin från 157 f.Kr. fram till sin död 141 f.Kr. och begravdes i Han Yangling. Byggnationen av Han Yngling påbörjades år 153 f.Kr.

## Utförande

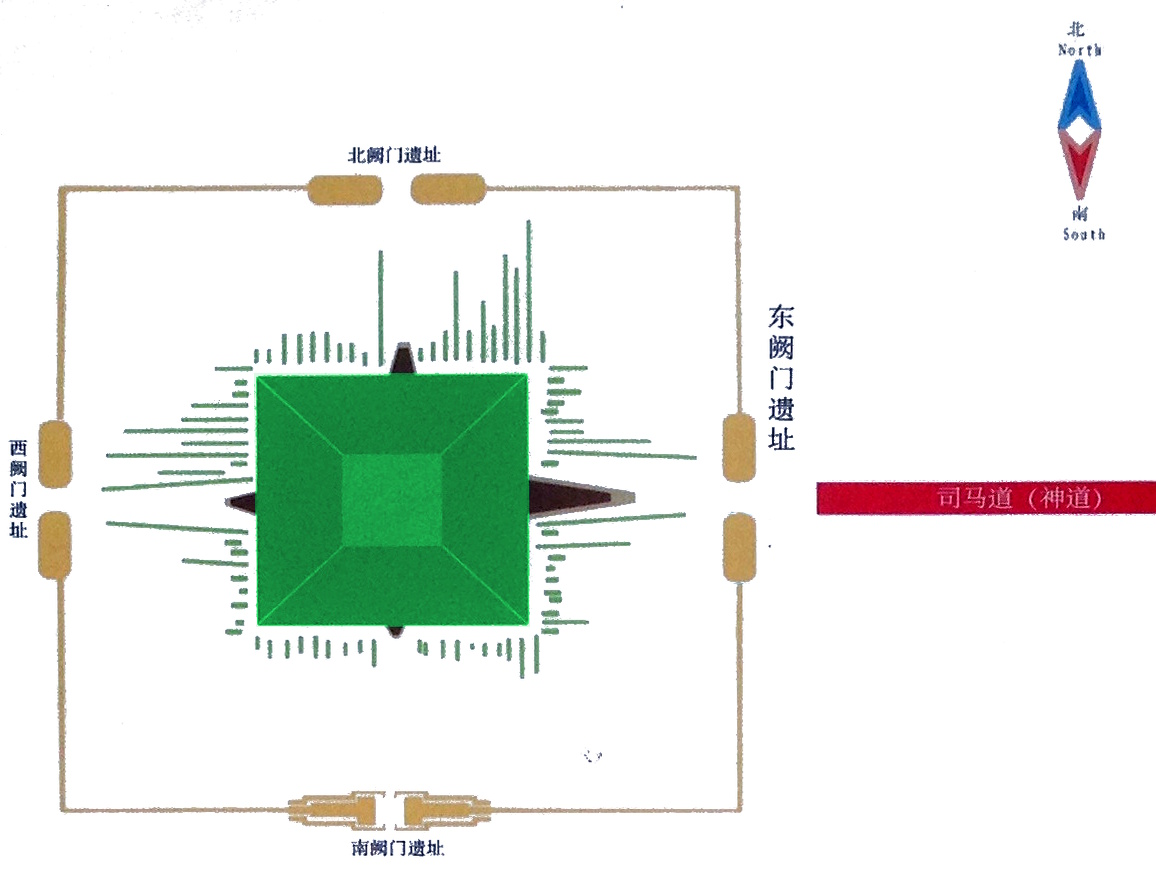
Karta över kejsare Jingdis grav i Han Yangling. De gröna linjerna runt gravpyramiden symboliserar de långsmala groparna med keramikfigurer och andra lämningar.

Han Yngling ligger 20 km rakt norr om centrala Xi'an och är den mest östliga graven av ett pärlband bestående av nio kejsargravar från Handynastin precis norr om Weifloden. Kejsarens gravkammare finns under en jordpyramid med flat topp. Pyramidens bas är ungefär 170 gånger 170 meter. Utanför kejsarens gravpyramid finns 81 eller 86 långsmala gropar riktade radiellt ut från pyramiden. Längden på groparna varierar från fyra meter upp till över hundra meter. År 1990 grävde arkeologer ut tio av dessa gropar. Groparna är utformade som slutna trälådor med dörrar och tegelgolv. I groparna hittades tusentals med keramikfigurer föreställande tjänstefolk och djur. Man hittade även hästvagnar, vapen, keramikskålar och vardagliga förnödenheter. Jämfört med Terrakottaarmén är figurerna i Han Yngling mindre och det finns även stora mängder kvinnliga figurer. Figurerna hade ursprungligen armar av trä och sidenkläder som till största delen idag har förmultnat. Kejsarens underjordiska gravkammare är ännu inte utgrävd, men med stor sannolikhet har den tidigare blivit plundrad. Den underjordiska kammaren till kejsarens grav har ingångar från fyra sidor i formen av det kinesiska tecknet 亞 (yà). Han Yngling är den bäst bevarade av Handynastins alla kejsargravar.
Gravkomplexet upptar en yta av 20 kvadratkilometer och innehåller utöver kejsaren och kejsarinnans gravar även en stor mängd gravar till höga tjänstemän. Kejsargraven var omsluten av en hög mur med fyra stora portar i de olika väderstrecken. En 110 meter bred processionsväg ansluter mot kejsargravens östra port. Kejsarinnan Wangs grav finns några hundra meter öster om kejsare Jingdis grav och norr om processionsvägen. Kejsarinnans grav är i mindre skala men med liknande utförande med en gravpyramid omgiven av murar med portar. Kejsarinnans gravpyramid är idag drygt 24 meter hög och arkeologerna har hittat 31 gravgropar utanför pyramiden.

## Han Yangling Museum
I närområdet runt kejsare Jingdis grav är Han Yangling Museum uppdelat på olika utställningar som även inkluderar ett underjordiskt museum. Det underjordiska museet öppnade år 2006 och upptar 7 850 kvadratmeter. I det underjordiska museet visas de tio utgrävda groparna på östra sidan om kejsarens gravpyramid. Museet är det första underjordiska museet i världen med avancerat teknologiskt skydd för lämningarna. Det underjordiska museet består av glastunnlar vilket gör att temperaturen och luftfuktigheten kan separeras mellan besöksutrymmet och utgrävningarna. Museet visar även stora mängder fynd som grävts upp kring kejsargraven och närliggande gravar. Han Yngling är arkeologernas största informationskälla för begravningsseder och civilisation från Handynastin. Utgrävningarna kring östra och södra porten till kejsargraven är också öppna för besök. Museet har fått flera nationella utmärkelser såsom Nationell arkeologisk plats, AAAA nationell turistattraktion och top 83 av Kinas nationella museer. 

## Världens äldsta te
I Han Yangling har man hittat världen äldsta fynd av te. Detta te är daterat till ungefär 141 f.Kr.. Fyndet visar att det fanns en utvecklad te-kultur bland kinas kejsare under Handynastin.

## Galleri

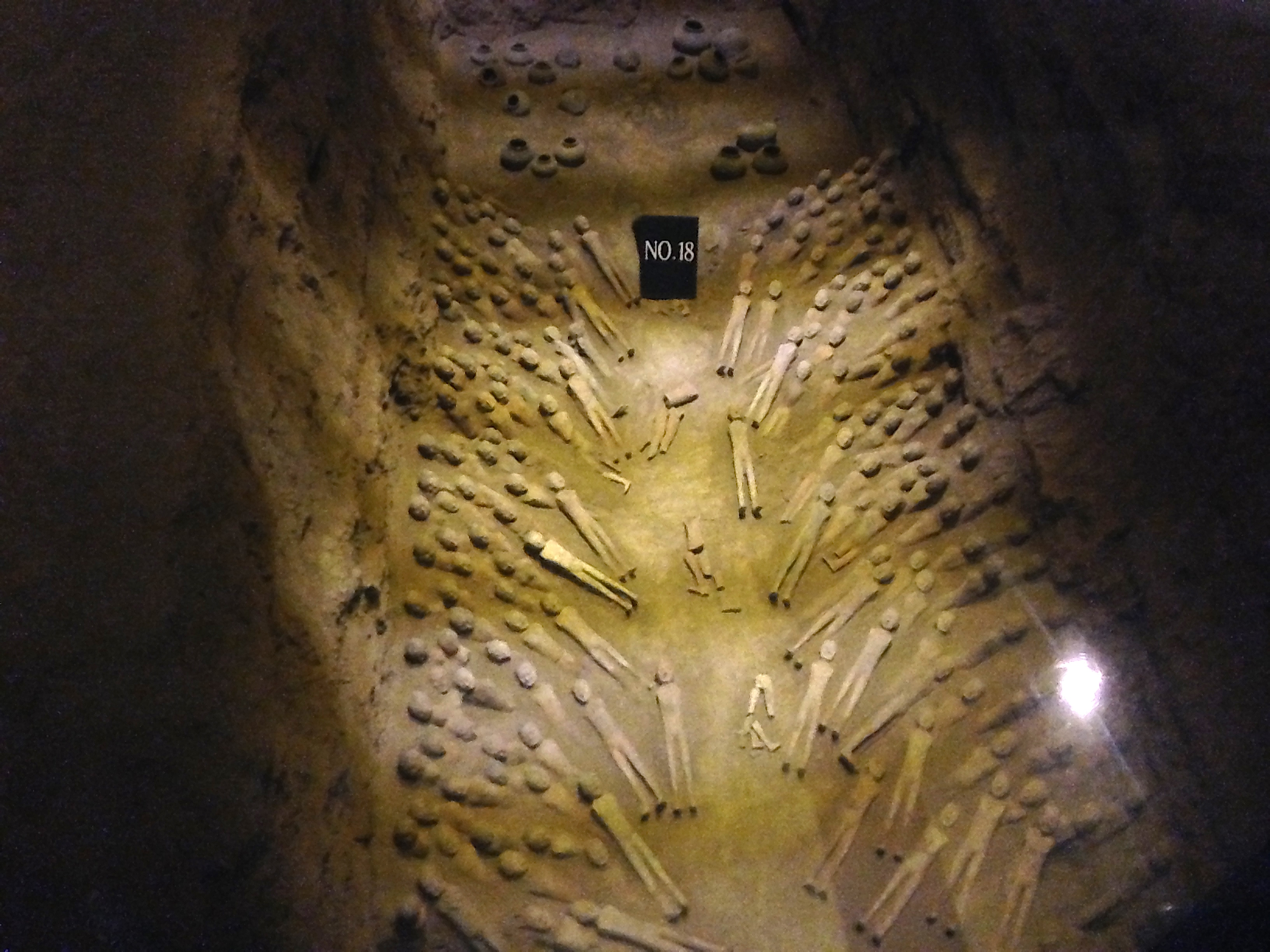
En utgrävd grop med figurer av servicepersonal.
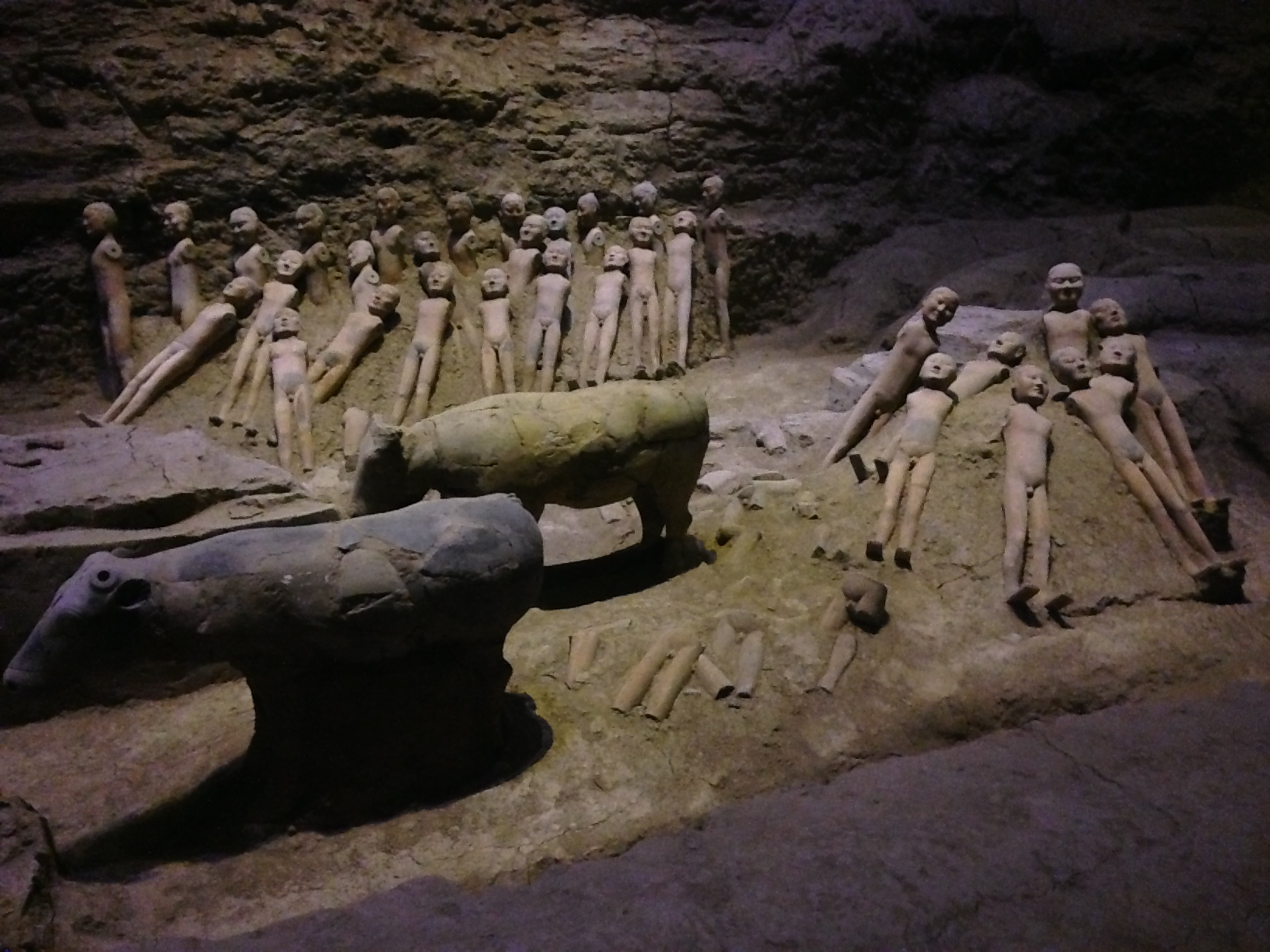
En utgrävd grop med djur och servicepersonal.
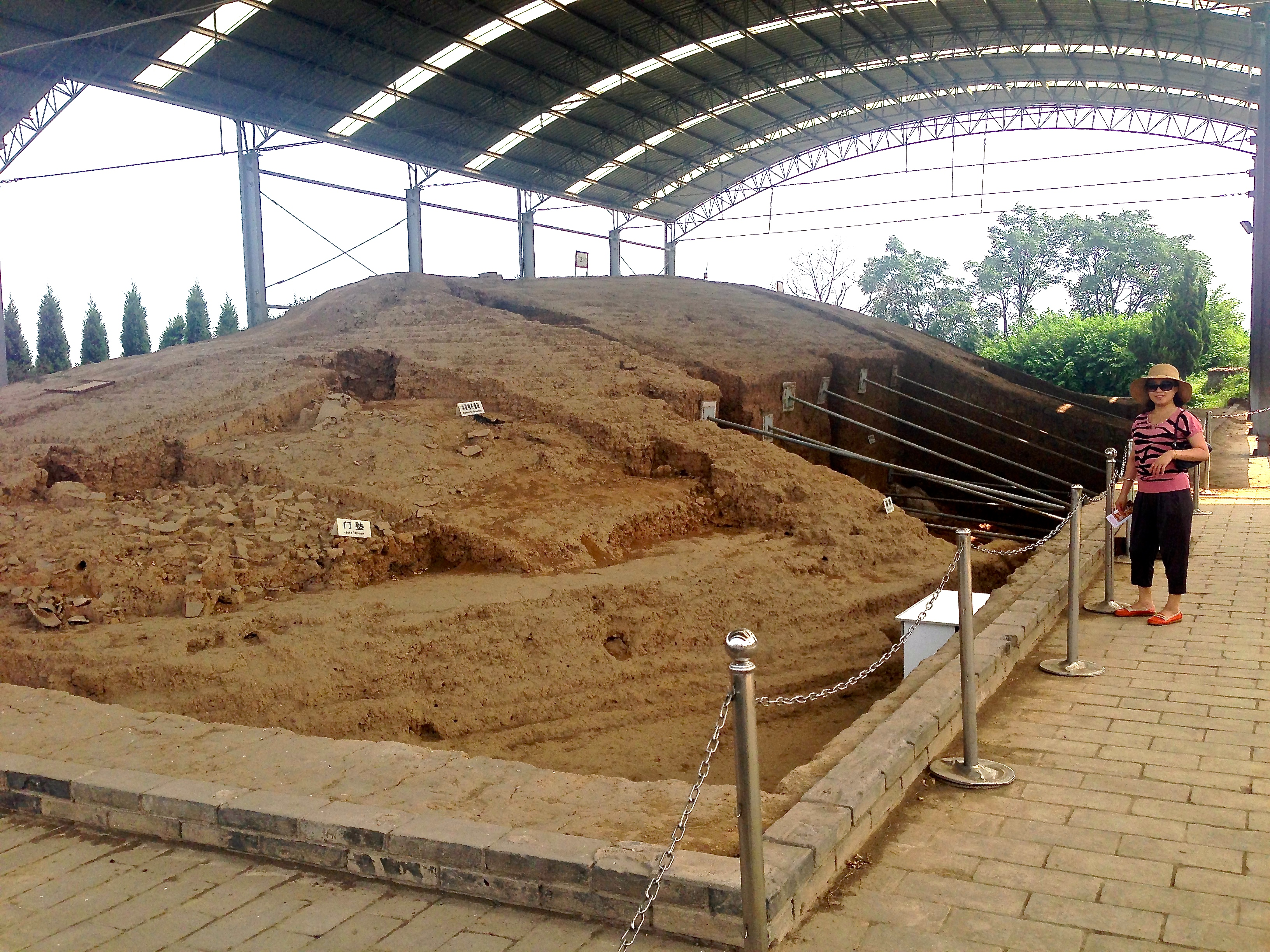
Utgrävningen av östra porten till Han Yangling.
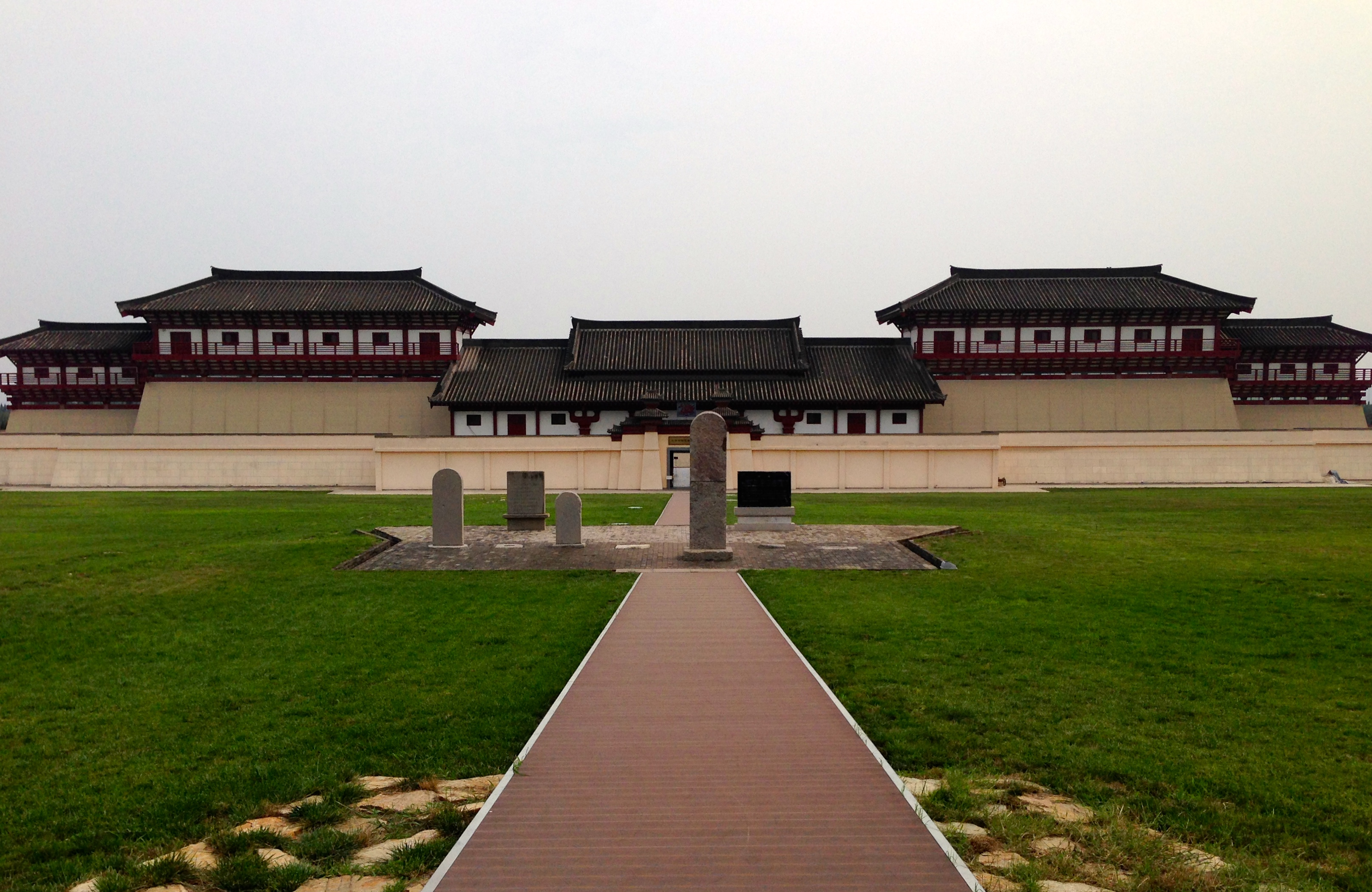
Den återuppbyggda södra porten till Han Yngling.
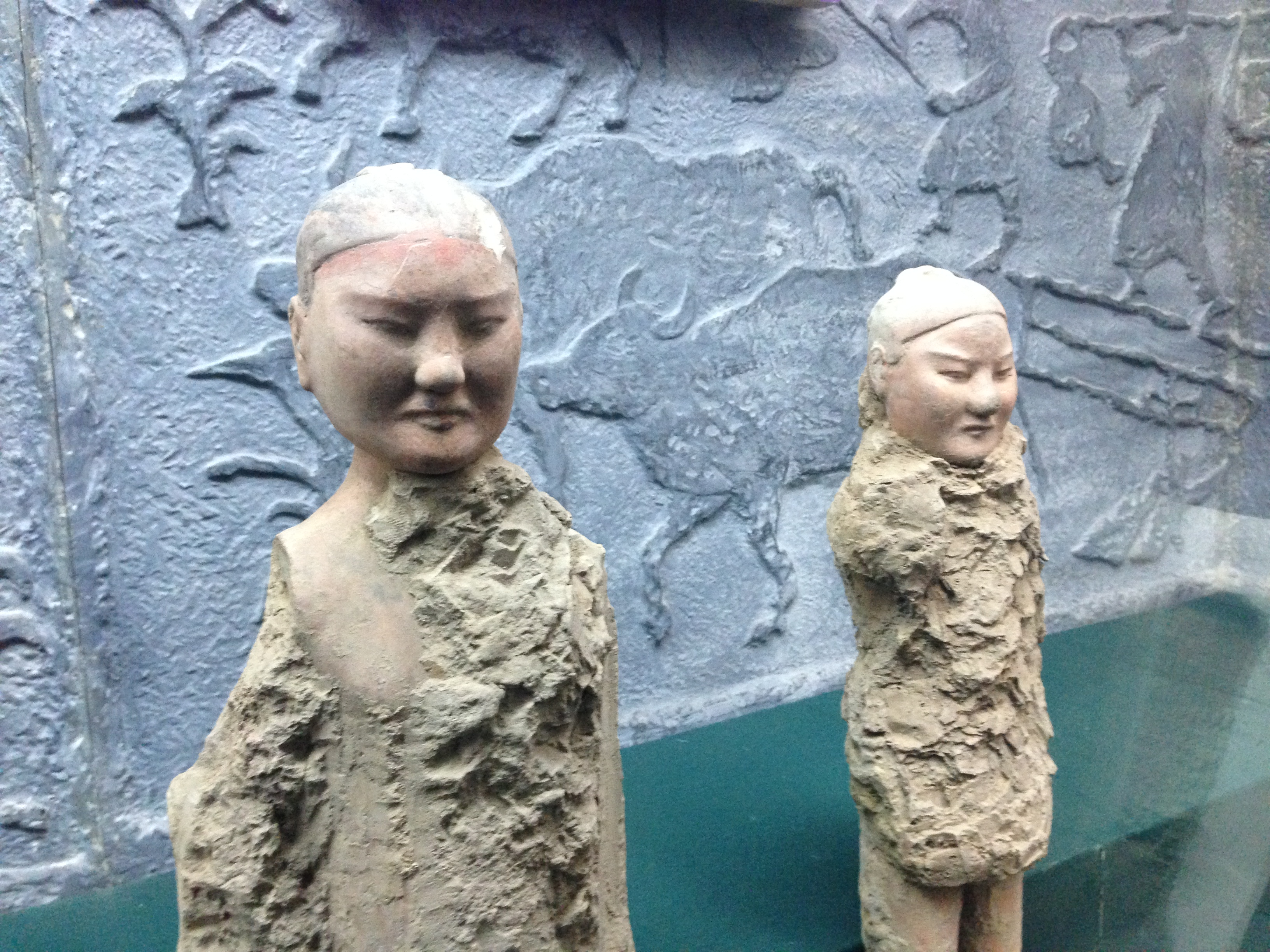
Närbild på figurer av servicepersonal.
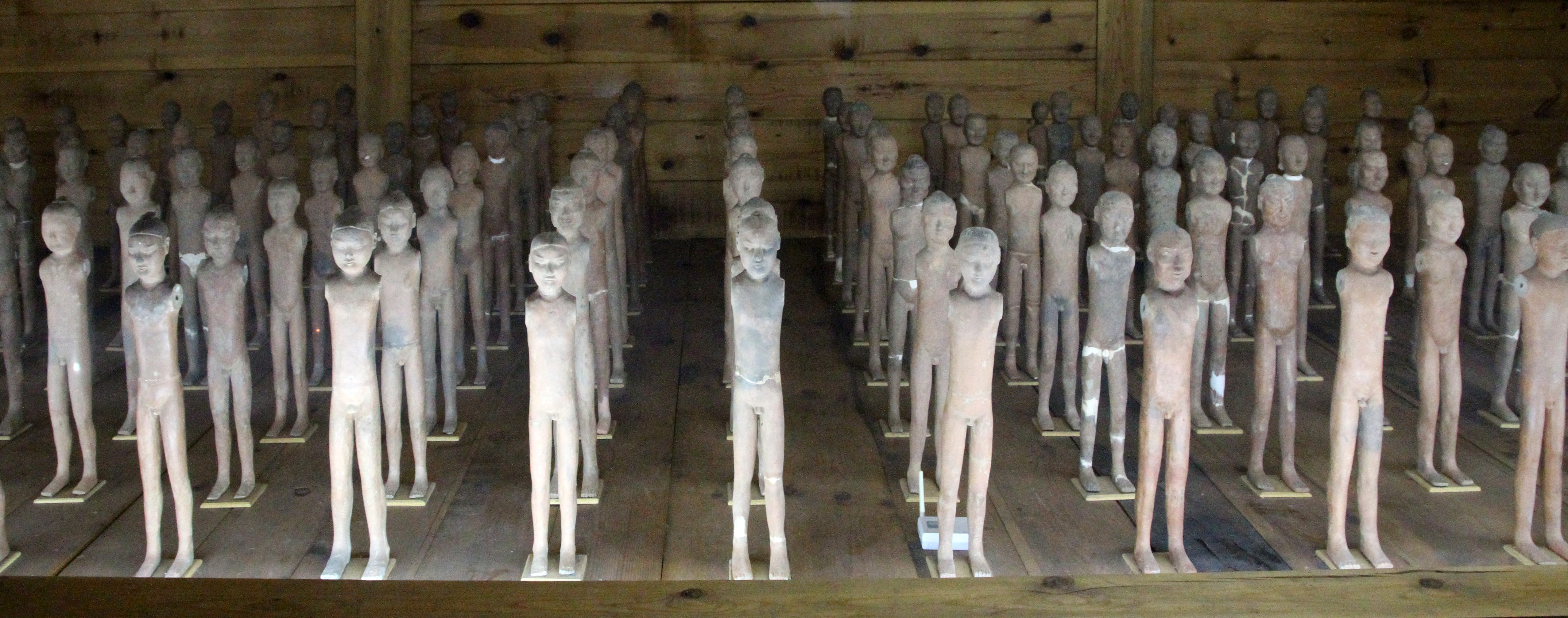
Figurer av servicepersonal.
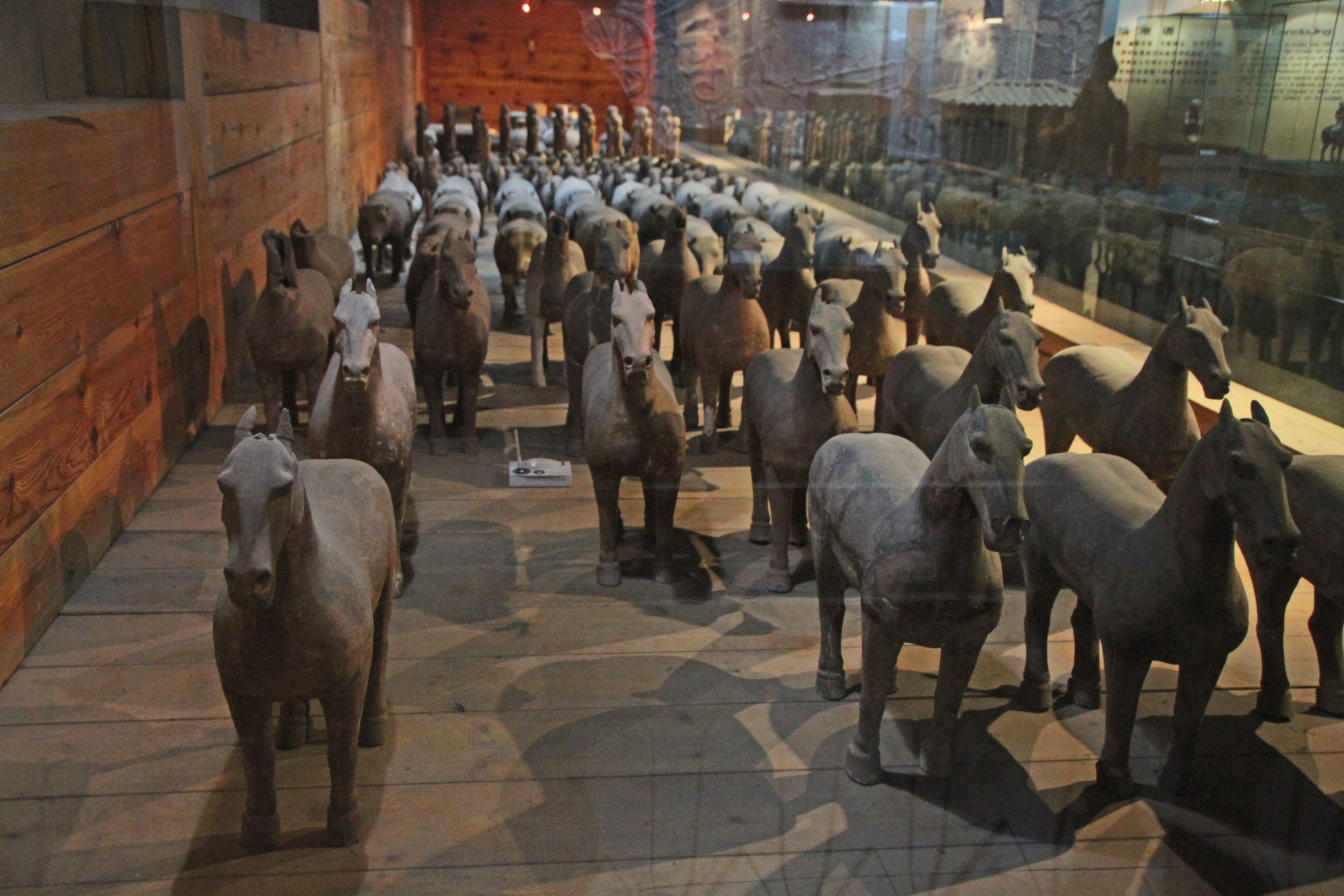
Djur i museet.
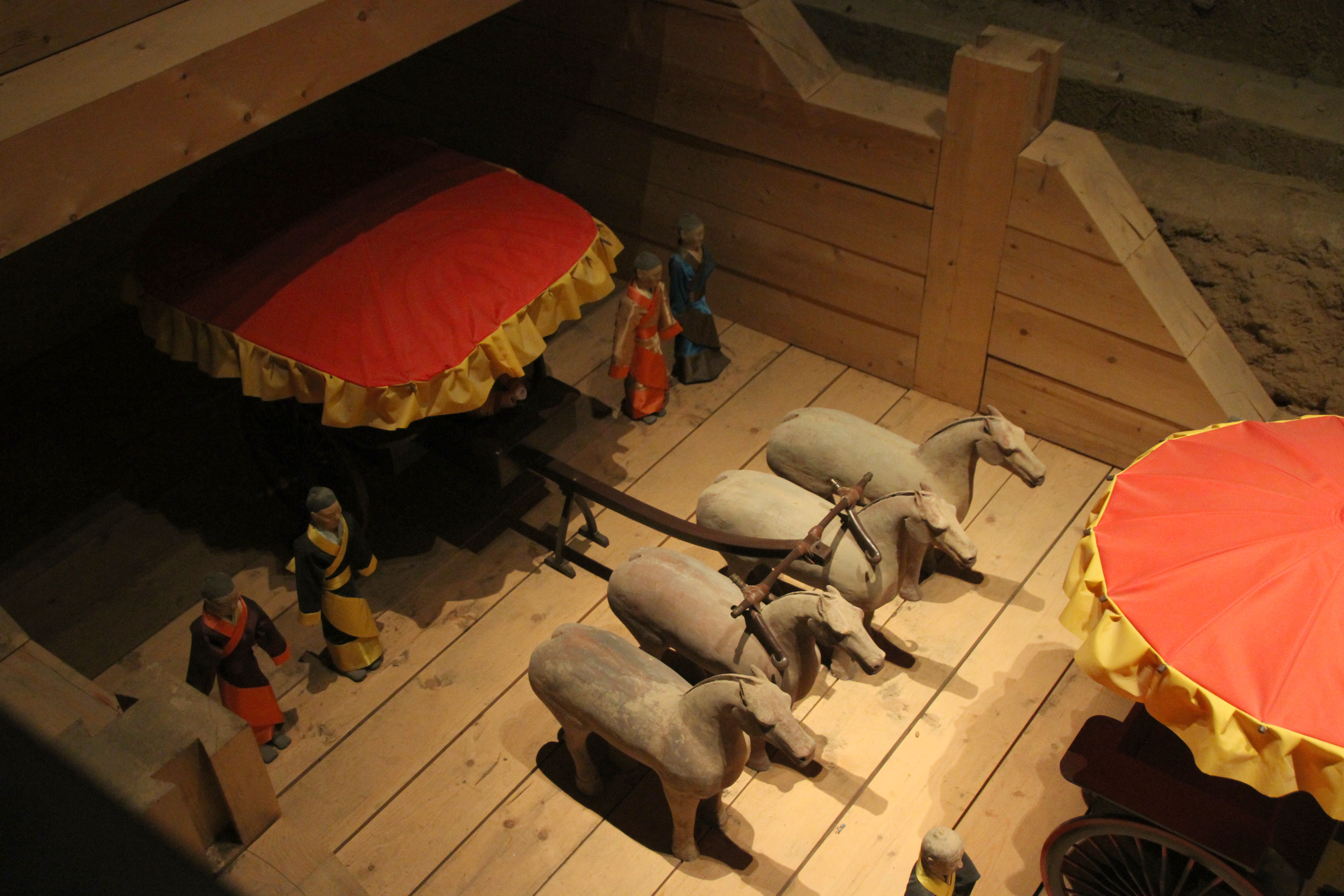
Hästar med vagnar i museet.
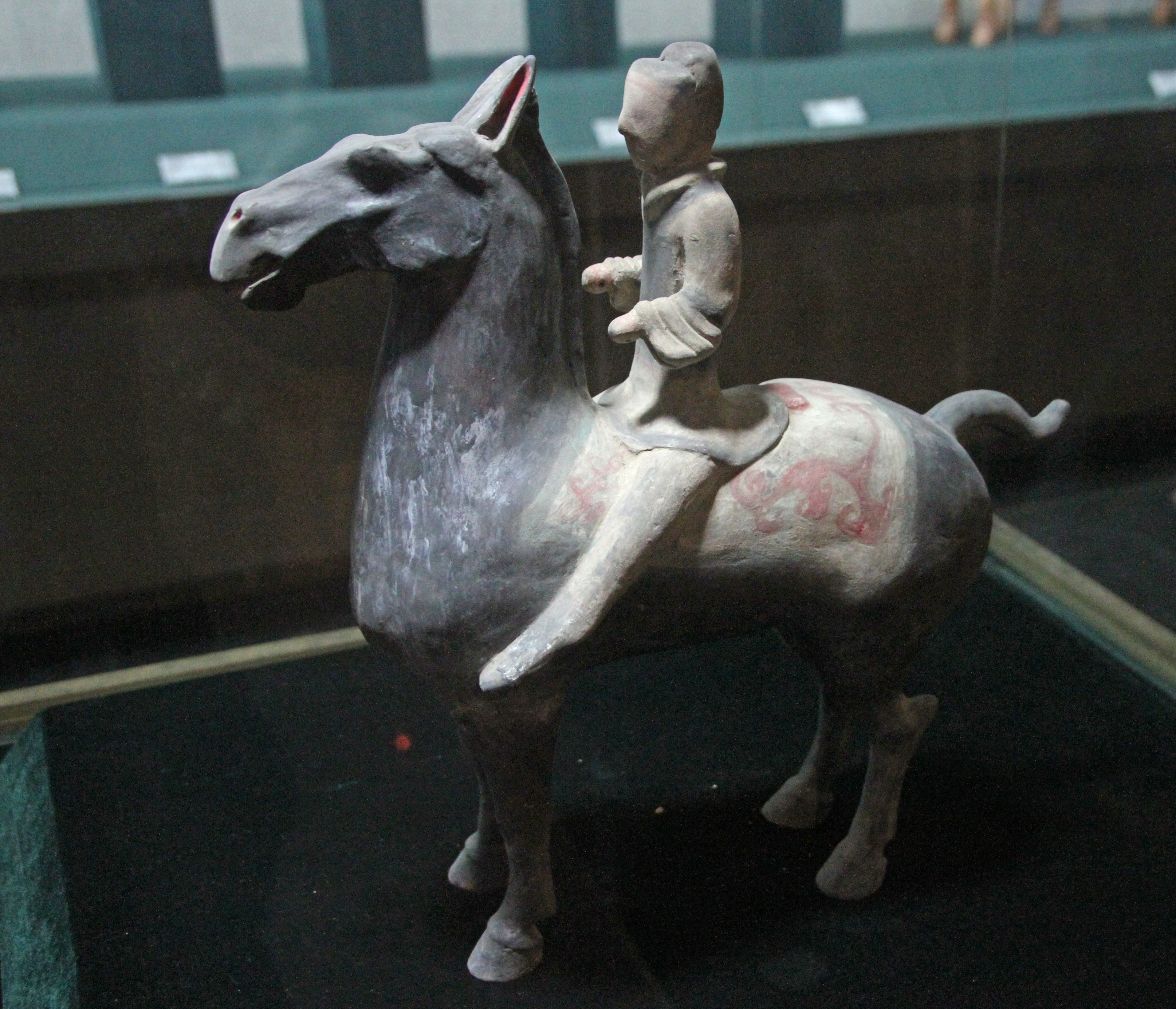
Häst och ryttare.